# Hirsingue
Hirsingue är en kommun i departementet Haut-Rhin i regionen Grand Est (tidigare regionen Alsace) i nordöstra Frankrike. Kommunen ligger i kantonen Hirsingue som tillhör arrondissementet Altkirch. År 2022 hade Hirsingue 2 131 invånare.

## Befolkningsutveckling
Antalet invånare i kommunen Hirsingue
| Referens: INSEE |